# 董楚平
董楚平（1934年5月3日—2014年11月2日），原名董昭寿，中华人民共和国学者、前浙江省社会科学院研究员。1934年出生于浙江玉环，2014年于浙江杭州去世，享年81岁。曾任国际越文化研究中心常务副主任、中国百越民族史研究会副会长，1993年获国务院突出贡献证书与特殊津贴。

## 经历
董楚平于1934年4月3日出生在浙江省玉环县坎门镇教场头（今玉环市坎门街道解放路）。1948年1月考入温州中学，1949年4月因病休学，回家乡配合地下党开展工作。9月转入玉环县立初级中学（今楚门中学），10月加入新民主主义青年团，并任该校团支部书记。后保送到温州师范学校，任学生会宣传部部长、校团总支代书记。后当选为平阳县人民代表。1955年1月，董楚平被分配在温二中等学校工作。8月，进私立建华中学任教（今温州实验中学）1956年，将自己的第一篇论文寄给时任《人民日报》总编辑邓拓，指出斯大林著作的漏洞，获得赏识被发表在《历史研究》杂志。1957年在反右中被划为“右派”，降薪二级，先后下放工厂、农村。1958年7月起，在温州玻璃厂进行劳动改造，半年后又被下放温州瞿溪镇埭头村从事田间劳作；一度被关进牛棚养猪。期间他顶着“右派”帽子把自己有关于闻一多诗歌的论文寄给时任中国科学院文学研究所所长何其芳，受到赏识后论文发表在《文学评论》杂志上。
1961年开始，转到当时温州郊区的永强中学任教历史，在永强任教时间长达20年，将永强视为自己的第二故乡，任教期间利用业余时间完成了《楚辞译注》初稿，改革开放以后终于得以付梓。改革开放初期，在《光明日报》发表《生产力是历史发展的根本动力》，开辟了“关于历史发展动力问题的讨论”专栏，随后在《历史研究》杂志发表13篇有关农民战争的论文，在当时引起了轰动，极大促进了历史研究领域的拨乱反正工作。1980年开始调任浙江省社会科学院历史研究所，居杭州市朝晖路中山花园。任职期间曾主持召开首届国际百越文化学术研讨会，应邀赴日本福冈学术交流，赴东京学习院大学讲学，赴香港参加亚非学术大会，曾任中国百越民族史研究会副会长（1992年当选）、中国徐福会理事、浙江省中国文化研究会副会长、浙江省收藏协会副会长等职。
此外，董氏研究涉略广泛，对先秦文化尤其感兴趣，在复旦大学朱维铮教授引导下进入吴越文化研究领域。其作品涉及历史学、文学、古文字学、训诂学等领域，通过发表《屈原个性研究》《吴越文化新探》《中国创世神话钩沉》等作品，奠定了他在楚辞研究、吴越文化研究、中国古代神话研究等方面的地位，被中国科学院历史所杨向奎教授称为“学术奇才”。

## 重要作品
- 董楚平. . 历史研究. 1956, (8): 71–77.
- 董楚平. . 文学评论. 1961, (4): 74–84.
- 董楚平. . 中国社会科学. 1989, (1): 179–194.
- 董楚平.  第1版. 杭州: 浙江人民出版社. 1988. ISBN 7-213-00220-1. OCLC 45634491.
- 董楚平. . 中国社会科学. 2002, (5): 151–163.